# Покровська Гора
Покровська Гора (рос. Покровская Гора) — селище у складі Митищинського міського округу Московської області, Росія.

## Населення
Населення — 8 осіб (2010; 16 у 2002).
Національний склад (станом на 2002 рік):
- росіяни — 100 %